# جوسيب سانشيز
جوسيب سانشيز (بالإسبانية: Josep Sánchez)‏ هو لاعب هوكي الحقل إسباني، ولد في 8 يونيو 1976 في تاراسا في إسبانيا.

## وصلات خارجية
- جوسيب سانشيز على موقع الاتحاد الدولي للهوكي (الإنجليزية)
- جوسيب سانشيز على موقع اللجنة الأولمبية الدولية (الإنجليزية)
- جوسيب سانشيز على موقع أوليمبيديا (الإنجليزية)
- جوسيب سانشيز على موقع اللجنة الأولمبية الإسبانية (الإسبانية)